# 广州海珠万达广场
广州海珠万达广场是万达集团投资建设的一个大型商业综合体，位于中华人民共和国广东省广州市海珠区凤阳街道逸景路238号，于2019年12月30日正式开业。

## 历史
广州海珠万达广场前身是“天雄布匹广场”，于1997年开业，并于2012年结业。结业后，天雄布匹广场因主体结构原规划作为布匹批发市场而陷入改造困境，“沉睡”多年，直至2018年起开始进行升级改造。